# Marcelle Vioux
Marcelle Vioux (née Marcelle Viougeas ou Viouja le 13 février 1895 à Portes-lès-Valence et morte le 2 mai 1984 à Fréjus) est une femme de lettres française.

## Biographie
En décembre 1920, Marcelle Vioux prend part au prix Goncourt ; en 1921, elle est une des souscriptrices et souscripteurs du Centenaire de Gustave Flaubert ; en juillet 1925, elle est co-signataire de l'« Appel aux Travailleurs intellectuels » contre la guerre du Maroc ; appel signé par les membres du groupe Clarté et du groupe surréaliste Clarté, no 76, 15 juillet 1925-, et précédemment publiée dans L'Humanité du 2 juillet 1925
En décembre 1932 elle a défendu Voyage au bout de la nuit de Louis-Ferdinand Céline. Sa conférence portait le titre : « A-t-on eu raison ou tort de ne pas lui donner le prix Goncourt ? Œuvre géniale ou livre de dément ? ».

## Œuvres
- Une enlisée (Fasquelle, 1920)
- L'éphémère (Fasquelle, 1922)
- Une repentie (Fasquelle, 1922)
- Amour de Printemps, roman (Flammarion, 1924)
- Memling (Nilsson, 1924)
- « L'ami de cœur », Les Œuvres libres no 36 (Fayard, 1924)
- Fleur d’amour, roman (1926)
- « La Sunamite », Les Œuvres libres no 55 (Fayard, 1926)
- Les amants tourmentés, roman, 29 bois originaux de Renefer (Fayard, 1927)
- Ma route - roman d’une bohémienne (Fasquelle, 1928)
- « La grotte de Saint-Honnorat », Les Œuvres libres no 83 (Fayard, 1928)
- Les amours d'Héloïse et d'Abélard (Flammarion, 1929)
- « Idylles », Les Œuvres libres no 99 (Fayard, 1929)
- Au Sahara : autour du Grand Erg (Fasquelle, 1930)
- Le Désert victorieux, roman (Fasquelle, 1930)
- « Le collier de Vénus », Les Œuvres libres no 104 (Fayard, 1930)
- Le requin, roman (Fasquelle, 1931)
- Marie-du-Peuple, roman, 36 bois originaux de Renefer (Fayard, 1931)
- Deux cœurs brisés (Fasquelle, 1932)
- La dévoilée (Lemerre, 1932)
- Le greluchon légitime (Fayard, 1932)
- La nuit en flammes, Roman (Petite illustration, 1933)
- « Serge et ses femmes », Les Œuvres libres no 142 (Fayard, 1933)
- Le roi vagabond (Fasquelle, 1933)
- L'amour sauveur, roman (Fasquelle, 1934)
- Jenny de Lacour, charmeuse et criminelle (Fasquelle, 1935)
- Le vert-galant : vie héroïque et amoureuse de Henri IV, illustré par le fac-similé de portraits et tableaux historiques (Fasquelle, 1935)
- Belle Jeunesse, roman (Fasquelle, 1936)
- François 1er le roi chevalier, illustré par le fac-similé de portraits et tableaux historiques (Fasquelle, 1936)
- La chair tendre, roman (Flammarion, 1938)
- Louise de La Vallière (Fasquelle, 1938)
- Mademoiselle (Gutenberg, 1945)
- « Le ménage X », Les Œuvres libres, nouvelle série no 6 (232) (Fayard, 1945)
- Jeanne d'Arc, illustrations en couleurs de Luc-Marie Bayle (les Éditions de la Nouvelle France, 1946)
- Marie Stuart, grand roman historique (Fasquelle, 1946)
- Tristan et Yseult, amants éternels (Gutenberg, 1946)
- La vie passionnée de Carmen (Gutenberg, 1946)
- Anne de Boleyn, 28 bois originaux de Paul Baudier (Arthème Fayard, 1947)
- Fille de roi (S.E.P.E., 1948)
- Homme, ennemi désiré..., 3 tomes (Fasquelle, 1949-1951)
- Le lis et le piment (Scorpion, 1953)
- Kistiki (Scorpion, 1954)
- Cette nuit-là... (Scorpion, 1955)
- Éternellement (Scorpion, 1955)
- Ce soir on danse chez Lison (Del Duca, 1958)

## Scénariste de cinéma
- (avec Maurice Cloche) La vie est magnifique adapté de son roman Belle Jeunesse[6].